# Fallen
Fallen (на български: „Паднал“) е дебютният студиен албум на американската метъл група Еванесънс. Той е най-продаваният албум на групата дотогава, имайки повече от 7 милиона продадени копия само в САЩ и над 15 милиона по целия свят. Освен че донася на бандата огромен успех, този албум също изкарва и някои от най-популярните им песни като Bring Me To Life и My Immortal, които печелят много награди.

## Песни и текст
Парчето Bring Me To Life е вдъхновено от случка на Ейми Лий в ресторант, където неин познат я попитал дали е щастлива от настоящата си връзка. Тогава Лий осъзнала, че в действителност не е съвсем щастлива, и изразявайки емоциите си, тя се почувствала събудена (на английски: woken up), откъдето идва и фразата wake me up inside (събуди ме отвътре) в текста на песента. Лий признава неведнъж, че песента е посветена на съпруга ѝ Джош Хартзлър, за когото е омъжена от 2007 г.
Everybody's Fool е написана от Лий, Муди и Ходжес, и се отнася до всички знаменитости с фалшиви лица и акцент като цяло върху всичко фалшиво и неистинско у хората.
My Immortal е рок балада на пиано, написана от Бен Муди, а по-късно Лий добавя още фрагменти към парчето. Песента е посветена на починалия дядо на Муди.
Tourniquet (на български: Турникет с име на демо версията My Tourniquet) е създадена първоначално за християнската метъл група Soul Embraced, от която е бил част Роки Грей, преди да се присъедини към Еванесънс.

## Списък с песни
Албумът включва 11 песни. Във версията, издадена в САЩ, е включена бенд версия на My Immortal.
| №   | Име                                          | Автор(и)                          | Време |
| --- | -------------------------------------------- | --------------------------------- | ----- |
| 1.  | Going Under                                  | Ейми Лий, Бен Муди, Дейвид Ходжес | 3:35  |
| 2.  | Bring Me to Life (с Пол МакКой от 12 Stones) | Лий, Муди, Ходжес                 | 3:58  |
| 3.  | Everybody's Fool                             | Лий, Муди, Ходжес                 | 3:16  |
| 4.  | My Immortal                                  | Лий, Муди                         | 4:24  |
| 5.  | Haunted                                      | Лий, Муди, Ходжес                 | 3:06  |
| 6.  | Tourniquet (Soul Embraced кавър)             | Лий, Муди, Ходжес, Роки Грей      | 4:38  |
| 7.  | Imaginary                                    | Лий, Муди                         | 4:17  |
| 8.  | Taking Over Me                               | Лий, Муди, Ходжес, Джон ЛеКомпт   | 3:50  |
| 9.  | Hello                                        | Лий                               | 3:40  |
| 10. | My Last Breath                               | Лий, Муди, Ходжес                 | 4:08  |
| 11. | Whisper                                      | Лий, Муди                         | 5:27  |
| 12. | My Immortal (Бенд версия)                    | Лий, Муди, Ходжес                 | 4:33  |

| 12. | Farther Away                                        | Лий, Муди, Ходжес | 3:58 |
| 13. | My Immortal (Бенд версия, само на по-късни издания) | Лий, Муди, Ходжес | 4:33 |

| 1. | Bring Me to Life (музикално видео) |  |

## Класации
| Класация (2006)                     | Позиция |
| ----------------------------------- | ------- |
| Великобритания – Класация на албуми | 1       |
| САЩ Билборд 200                     | 3       |
| САЩ Хардрок албуми                  | 18      |